# Морски лилии
Морските лилии (Crinoidea) са най-древният клас бодлокожи морски организми. Някои от тях са прикрепени чрез стъбло към морското дъно, а други плават свободно във водата.
Въпреки че наподобяват растение, морските лилии са животни и имат подвижен варовиков скелет с дълги и гъвкави пипала, които им позволяват да филтрират планктона, с който се хранят във водата.
Като бодлокожи, най-близките им роднини в живия свят са морските таралежи, морските звезди, змиевидните морски звезди и морските краставици. Първите вкаменелости от тази група датират от времето на периода ордовик, от преди около 500 млн. години. Някои от изкопаемите морски лилии имат стъбла дълги 25 m, а най-голямата вкаменелост е с дължина на стъблото около 40 m.

## Разпространение и местообитание
Понастоящем съществуват около 700 живи вида морски лилии, но в миналото са били много повече и по-разнообразни. Разпространени са в почти всички морета, от Арктика до Антарктика. Най-голямото разнообразие от видове се намира в тропическите морета. Срещат се в изобилие във Филипините и в Индонезия, но има и видове от умерените и студени води, като например два вида в Средиземно море (Antedon mediterranea и Leptometra phalangium) и един вид в северния Атлантически океан (Antedon bifida, срещащ се във водите от Португалия до Норвегия). Единствените големи открити морета лишени от морски лилии са Черно море (в което на практика няма никакви бодлокожи организми) и Балтийско море.
Могат да се видят както в плитки води, така и на големи дълбочини до 9000 m. По-голямата част от видовете обаче живеят в зоната между 200 и 1000 метра дълбочина, но винаги във води с течения.
Предпочитани местообитания са богатите на пукнатини склонове и коралови рифове, в които да се скрият. Въпреки това, в някои морета, където храната е в изобилие, може да се наблюдават големи популации от морски лилии върху всякакъв терен, включително и меки почви.

## Анатомично устройство
Морските лилии имат чашковидно тяло, което е прикрепено към стъблото. В горната повърхност на тялото, централно е разположена устата, която е обикновено заобиколена от 5 или 10, и по-рядко 2, 4 или 6 пипала. Тези пипала могат да бъдат прости, разклонени или много разклонени.

### Храносмилателна система
Устата на морската лилия преминава в къс хранопровод. Тя няма истински стомах, така че хранопровода се свързва директно с U-образни по форма черва. В техния край се намира ануса, който е разположен до устата.

### Нервна система
Нервната система на морските лилии е разделена на три части с множество връзки между тях. Най-горната част се състои от централен нервен пръстен, обграждащ устата, и радиални нерви, разклоняващи се в перестите пипала. Под първия пръстен лежи втори нервен пръстен, отпускащ два брахиални сетивни нерва във всяко едно от пипалата. Третата част от нервната система се намира под другите две и е отговорна за двигателните действия.

## Хранене
Морските лилии се хранят, чрез филтриране на малки частици храна от морската вода с перестите им пипала. Като цяло, тези видове, които живеят в среди с относително малко планктон, имат по-дълги и по-разклонени пипала от тези, които живеят в по-богати на храна води.

## Размножаване
Тези бодлокожи са двудомни, с отделни мъжки и женски индивиди. Те произвеждат гамети през генитални канали, намиращи се в някои от перата, разположени по пипалата. Перата в крайна сметка се разрушават, за да освободят спермата и яйцата в околната среда. Оплодените яйца се излюпват, за да се освободи свободно плуващата ларва. Продължителността на свободното плуване на ларвата трае само няколко дни, преди да се уталожи на дъното и да се прикрепи към някоя повърхност.
Когато стане по-възрастна морската лилия се отделя от стъблото и започва свободно да се движи със скорост до 4 – 5 cm/sec. От този момент нататък в рамките на 10 до 16 месеца ще може да се възпроизвежда.

## Класификация
Клас Морски лилии
- Разред †Encrinida
- Разред †Millericrinida
- Разред Comatulida Clark, 1908
  - Семейство Atopocrinidae Messing, 2011
  - Семейство Bathycrinidae Bather, 1899
  - Семейство Bourgueticrinidae Loriol, 1882
  - Семейство Guillecrinidae Mironov & Sorokina, 1998
  - Семейство Phrynocrinidae AH Clark, 1907
  - Семейство Septocrinidae Mironov, 2000
  - Надсемейство Antedonoidea Norman, 1865
    - Семейство Antedonidae Norman, 1865
    - Семейство Pentametrocrinidae AH Clark, 1908
    - Семейство Zenometridae AH Clark, 1909

  - Надсемейство Atelecrinoidea Bather, 1899
    - Семейство Atelecrinidae Bather, 1899

  - Надсемейство Comatuloidea Fleming, 1828
    - Семейство Comatulidae Fleming, 1828

  - Надсемейство Himerometroidea AH Clark, 1908
    - Семейство Colobometridae AH Clark, 1909
    - Семейство Eudiocrinidae AH Clark, 1907
    - Семейство Himerometridae AH Clark, 1907
    - Семейство Mariametridae AH Clark, 1909
    - Семейство Zygometridae AH Clark, 1908

  - Надсемейство Notocrinoidea Mortensen, 1918
    - Семейство Aporometridae HL Clark, 1938
    - Семейство Notocrinidae Mortensen, 1918

  - Надсемейство †Paracomatuloidea Hess, 1951
  - Надсемейство Tropiometroidea AH Clark, 1908
    - Семейство Asterometridae Gislén, 1924
    - Семейство Calometridae AH Clark, 1911
    - Семейство Charitometridae AH Clark, 1909
    - Семейство Ptilometridae AH Clark, 1914
    - Семейство Thalassometridae AH Clark, 1908
    - Семейство Tropiometridae AH Clark, 1908
- Разред Cyrtocrinida
  - Подразред Cyrtocrinina
    - Семейство Sclerocrinidae Jaekel, 1918

  - Подразред Holopodina
    - Семейство Eudesicrinidae Bather, 1899
    - Семейство Holopodidae Zittel, 1879
- Разред Hyocrinida
  - Семейство Hyocrinidae Carpenter, 1884
- Разред Isocrinida
  - Подразред Isocrinina
    - Семейство Cainocrinidae Simms, 1988
    - Семейство Isocrinidae Gislén, 1924
    - Семейство Isselicrinidae Klikushkin, 1977
    - Семейство Proisocrinidae Rasmussen, 1978

  - Подразред †Pentacrinitina
    - Семейство †Pentacrinitidae Gray, 1842